# 噂の眞相
『噂の眞相』（うわさのしんそう）は、株式会社噂の真相が発行していた雑誌である。反政治権力・反権威スキャンダリズムを標榜していた。略称は「噂真」（うわしん）、「ウワシン」。

## 沿革
1979年3月に編集発行人岡留安則によって創刊された月刊誌。毎月10日発売。誌名は敗戦直後、人民社から刊行されていた暴露雑誌『眞相』と、トップ屋として有名だった梶山季之の個人誌『噂』に由来する。発行は株式会社噂の真相。社名は「株式会社噂の真相」が正しい。本社及び編集部は東京都新宿区に置かれた。
月刊総合雑誌の部数では『文藝春秋』に次ぐ規模を誇っていた。休刊時の公称部数は20万部（実売12万部）。
表紙のデザインも独特のもので、書店での陳列の便を考慮して通常は表紙の最上部に配される誌名ロゴが、表紙の中央部に見出しとともに配されるものであった。また、本誌と並行して数年に一度くらいの頻度で、様々なテーマに沿った別冊も刊行されていた。
皇室、右翼左翼を含む政治経済から芸能界ゴシップ報道まで、名目上「タブーなき雑誌」を標榜。古くからジャニーズ事務所のジャニー喜多川のホモセクハラ疑惑を記事化していたが、ジャニーズ事務所から「『噂の真相』は存在しないものとする」と黙殺されたため、抗議や訴訟沙汰は一切無かった。
検察の不正追及も多かった。文壇のスキャンダル記事も多く、『週刊文春』や『週刊新潮』など、作家への遠慮で記事化しづらい出版社系雑誌を尻目に、名物記事の一つになっていた。1994年には、作家の和久峻三に刑事告訴されている。
2000年6月に編集部を右翼団体「日本青年社」の「三多摩本部隊長・副隊長」に襲撃され、編集長の岡留と編集スタッフが負傷した。この時撮影された編集部内の写真と監視カメラの映像が、公式ホームページで公表されている。
もともと2000年に休刊予定だったが、名誉毀損等による裁判費用捻出や記事での反論のため延期。訴訟の多くが確定したため、2004年4月号をもって休刊。休刊時には、編集発行人は「黒字経営」だと同誌その他で公称していた。
同誌が掲載した「一行情報」は、単行本化され出版されている。コンビニでの販売も積極的で、特にデイリーヤマザキでは全店舗で販売され、誌内にも「全国の書店・デイリーヤマザキ（ヤマザキデイリーストア）でお買い求めください」と書かれていた。
2014年7月、デスクの神林広恵と元副編集長の川端幹人が起こした株式会社ロストニュースが株式会社サイゾーと共同で後継となるニュースサイト「LITERA」を立ち上げ、運営している。

## 主な内容

### 常時連載
特記なき物は休刊まで続いた。
- 今月の標語 - 毎号表紙に掲載。
- Photo Scandal - モノクログラビアで、各界の有名人のスキャンダルを掲載。
- とびら - 足立三愛[注 3]のイラストにより、「架空の人物」の男女スキャンダルを紹介。『このイラストは実在の人物とは関係ありません。「噂の眞相」とびら絵傑作選』 (ISBN 4894361485) として書籍化されている。
- うわさの真相 - マスコミが書けなかった情報を満載したコラム。
- 一行情報 - 未確認ネタや掲載に間に合わなかったネタを各ページ左側32文字で掲載。『噂の眞相一行情報大全集』 (ISBN 4872574346) として書籍化されている。
- 荒木経惟 - 包茎亭日常
- 高橋春男 - 絶対安全Dランキング（『噂の真相』休刊後は『WiLL』で連載を継続したが終了）
- 筒井康隆　（似顔絵: 山藤章二）
  - 笑犬樓よりの眺望（1984年5月号 - 1993年10月号 断筆宣言により終了。詳細は『来歴』を参照）
  - 狂犬樓の逆襲（1998年8月号から 「眺望」の続き）
- 宅八郎 - 業界恐怖新聞 （1995年1月号で連載打ち切り。詳細は『来歴』を参照）
- 本多勝一 - 蒼き冬に吼える（1998年10月号で連載打ち切り。詳細は『来歴』を参照）
- ナンシー関 - 顔面至上主義（本人死去のため2002年8月号で打ち切り）
- 斎藤美奈子 - 性差万別（打ち切りになった本多勝一と入れ替わりに連載開始。当時、女性執筆者がナンシー関のみだったために起用）
- 佐高信 - タレント文化人筆刀両断!（『噂の真相』休刊後は『創』で連載継続）
- 中森明夫 - 月刊ナカモリ効果
- 田中康夫の東京ペログリ日記 田中康夫の日記（『噂の真相』休刊後は『SPA!』で連載継続後終了）
- 永江朗 - メディア異人列伝
- 大槻義彦の反オカルト養成講座（『噂の眞相』休刊後は『ダカーポ』で連載が継続され終了）
- 小田嶋隆 - 無資本主義商品論
- メディア裏最前線 - 「裏」は○囲み。各種マスメディアに関する短報や裏情報など。時期により変動があるが、休刊時は映画・ビデオ・音楽・漫画・演劇・テレビ・マルチメディアのコーナーがあった。なお、漫画欄担当の山崎京次は、米澤嘉博の変名説がある。
- 週刊誌記者匿名座談会 - 現役の週刊誌記者がマスコミの裏側を語る座談会（『噂の真相』休刊後は『ダカーポ』で不定期に特集）
- 今月の虚言・妄言・戯言を剥ぐ! 七人のバカ - 各界の著名人（主に保守系文化人）の発言や執筆文を毎月7人ずつ取り上げ、痛烈に批判するコーナー。
- おわびアラカルト - テレビや雑誌などに載せられた謝罪コメントを取り上げ、その謝罪コメントにコメントするコーナー。
- 読者の場 - 読者投稿ページ（記事で取り上げられた人物が「反論」の投書を送ってくることもあった）。各連載の執筆者への批判意見は原則として掲載しないという「不文律」があった。
- 編集長日誌 - 編集長岡留安則による編集後記

## 来歴

### 印刷停止事件
1980年6月号で皇室ポルノ記事を掲載し、右翼団体は「噂の眞相」へは直接の抗議を行わず、印刷会社と広告主へ猛烈な抗議活動をした（菊タブー）。印刷会社から印刷を断られた「噂の眞相」は、廃刊の危機を迎える。結局編集長が謝罪文を書くことで決着。（主要団体には、直接岡留自身が、謝罪に出向き、お詫びをした）
株式を公開していないサントリーを除いて、大口の広告出稿はなくなり、これを機に広告収入に頼らず実売収入に頼る営業方針を確立させた。その後、出版社を中心に広告は復活し、また性風俗、アダルトグッズショップなど成人向けの広告も少なくなかったが、収入面ではあくまで副次的なレベルであった。とは言え、ビレッジセンターや新宿ロフトプラスワンは最後まで精力的に広告を出し続けた。また、圧力を防ぐため、印刷会社は休刊まで明らかにされなかった。

### グリコ森永事件
1984年12月8日発売の1985年1月号で、グリコ森永事件におけるハウス食品事件での11月14日の犯人逮捕失敗を報道。この件は警察とマスコミの間で結んだ報道協定により24日の間報道されておらず、噂の真相の報道が協定を解除させるきっかけとなった。警察庁は噂の真相発売の4日前から何回も掲載を取りやめるよう、編集長に申し入れを行ったが、聞き入れられなかった。
発売同日、警察は噂の真相社を家宅捜索。さらに17日には岡留編集長宅の捜索も行った。容疑は、東郷健が編集長を務め、噂の真相社が発売元となっていた同性愛雑誌『The Gay』の猥褻図画販売目的所持であった。「噂の眞相」側は、報道協定破りに対する警察側の報復だとみなしている。2006年現在『The Gay』の編集・発行は東郷が代表を務める市民団体「雑民の会」となっている。

### 筒井断筆事件
1993年10月号で筒井康隆が日本てんかん協会から、角川書店発行の高校国語の教科書に掲載された短編小説『無人警察』での「てんかん」の描写が差別的であるため、同作品を削除するか他の作品に差し替えるよう抗議され、さらに角川書店が『無人警察』を筒井康隆の承諾を得ずに教科書から削除したことにより、連載『笑犬樓よりの眺望』で「断筆宣言」を発表し、同連載をはじめ、すべての執筆活動を停止した。1997年、筒井康隆は『噂の眞相』等幾つかの出版社と弁護士立ち会いのもと、『自主規制撤廃に関する覚書』を取り交わして執筆活動を再開。連載を「狂犬樓の逆襲」と改題の上、1998年8月号より再開した。

### 宅八郎事件
1994年、「断筆宣言」を発表して終了した筒井康隆の連載「笑犬樓よりの眺望」に代わり、田中康夫の連載「東京ペログリ日記」を開始したところ、以前より宅八郎が田中康夫を批判していた連載「業界恐怖新聞」が一時休載することになった（宅によれば、「自分が攻撃/批判している人物との同一媒体への寄稿を控えたいという意志を通せなくなるために編集部との話し合いがこじれて休載になった」という）。
その上に宅八郎が田中康夫の住居に押し掛けた上に、田中の愛車のランチア・テーマに硫酸と思しき液体をかけた上にトランクを壊すなどの行為を働き近所の住人が通報、宅が警察署に連行され取り調べを受けるなど揉めたため、両者の間で板ばさみ状態になった編集長・岡留安則は、心労で胃潰瘍を患い、胃に穴が開いたという。
その後安部譲二の仲裁により一度は和解したものの、さらに宅八郎が当て逃げの容疑で逮捕される公算が高くなり（のちに逮捕されたが、保釈された）、これに関連して編集部に警察の家宅捜索が入る懸念が生じたことを理由に「業界恐怖新聞」の連載を打ち切った。ただし、後に宅八郎が『SPA!』での連載を休載に追い込まれた際は、宅八郎の反論原稿を掲載している。

### 和久事件
1994年1月号で和久峻三のスキャンダルを掲載、これに対して和久は東京地検特捜部に名誉棄損で刑事告訴。1995年6月に編集発行人の岡留と担当デスクの神林が在宅起訴される。両名は、記事は公人（みなし公人、社会に対して影響力のある人物）に対する正当な批判報道であり名誉毀損は成立しない、起訴は宗像紀夫東京地検特捜部長（当時）が小針暦二からりんご箱を送られていたと報じたことや一連の検察批判に対する報復であり公訴権の濫用であると主張するも、東京地裁は編集長を懲役8月、執行猶予2年。デスクを懲役6月、執行猶予2年とする判決を下す。東京高裁、最高裁へ審理が進むも2005年3月7日、最高裁は上告を棄却する決定を出し、判決が確定する。

### 高橋事件
1994年4月号に高橋留美子の当時のチーフアシスタントの清水彩と椎名高志の結婚が報じられた際、清水の紹介文に“『らんま1/2』の作画の大部分を担当している”との記述があった。これに対し、高橋が作画をしていないとの誤解を招くとして、高橋側から1000万円の賠償を求める訴訟をおこされた。結果的には、賠償金額10万円で高橋側勝訴の判決が下った。

### 本多事件
1998年当時、同誌でコラム「蒼き冬に吼える」を連載していた本多勝一は、岩瀬達哉が報じたリクルート接待疑惑をめぐって、半年近くに渡って岩瀬や同誌を批判するコラムを書き続けていた。この本多のコラムに業を煮やした編集部側は、同年10月号で、「『新聞が面白くない理由』が告発した朝日幹部リクルート接待旅行の真相を徹底究明し、本誌が断裁す」という記事を掲載し、同時に本多の連載を打ち切った。

### 則定愛人事件
1999年5月号で東京高等検察庁検事長・則定衛の愛人スキャンダルを掲載。朝日新聞が後追い記事を一面トップで掲載した結果、則定は辞職に追い込まれる。

### 森喜朗売春事件
2000年6月号で森喜朗の大学時代の東京都売春禁止条例違反での検挙歴を掲載（当時、売春防止法は未制定で、都道府県条例で、売買春を禁止（女性を買っただけで罰せられた）していた）。森喜朗は名誉毀損で民事訴訟で提訴するも、東京地裁は噂の真相側の申し立てに基づき、警視庁へ検挙歴の照会を依頼、しかし警視庁は拒否した。結局2001年、賠償金なしの和解（噂の真相は以後この件をつつかない、森は提訴を取り下げる）で決着。

### 休刊
2004年4月号の「25周年記念号」をもって休刊。それに先立ち、休刊1年前の2003年4月号で年間購読の取り扱いを止め、休刊6か月前の2003年10月号より「カウントダウン企画」として、表紙に「『噂の眞相』休刊まであと〇号」と書かれていた。休刊後に最後の別冊『噂の眞相休刊記念別冊 追悼! 噂の眞相』も発売された。休刊後も公式ホームページは閉鎖されずに残されており、「株式会社噂の真相」は所在地を東京都新宿区から同世田谷区に移転し、社長兼編集長の岡留安則が沖縄県那覇市に転居したため、新たに「那覇支社」が設立され、その後さらに本社も同地に移転した。2020年2月に東京都品川区へ再移転。
『SPA!』2005年9月13日号にて「噂の眞相復活号!」が袋とじ企画として収録されたが、記事内の固有名詞がすべて墨で潰れていたため、評論家の宮崎哲弥は、企画に携わっていた元副編集長の川端に対して「なんだよ、あのヘタレぶりは!」とツッコミを入れていた。ちなみに墨の件は川端の発案（宮崎哲弥・川端幹人『事件の真相!』）。

## 関連書籍
- 岡留安則『武器としてのスキャンダル』（パシフィカ, 1982年 ISBN 4827511497; 筑摩書房 ちくま文庫, 2004年 ISBN 4480039422）
- 岡留安則『「噂の真相」25年戦記』（集英社新書, 2005年 ISBN 4087202755）
- 岡留安則『「噂の真相」イズム 反権力スキャンダリズムの思想と行動』（WAVE出版, 2005年 ISBN 4872902254）
- 岡留安則『編集長を出せ！「噂の真相」クレーム対応の舞台裏』（ソフトバンククリエイティブ，2006年 ISBN 4797333421）
- 岡留安則『「噂の真相」編集長日誌』（木馬書館, 1984年 ISBN 4943931103; 社会思想社 現代教養文庫, 2000年 ISBN 4390116339)
- 岡留安則『タブーなき闘い—続「噂の真相」編集長日誌』（木馬書館, 1989年 ISBN 4943931189; 社会思想社 現代教養文庫, 2000年 ISBN 4390116347)
- 岡留安則『噂の真相—編集長日誌〈3〉』（木馬書館, 1994年 ISBN 4943931375; 社会思想社 現代教養文庫, 2001年 ISBN 4390116401）
- 岡留安則『「噂の真相」編集長日誌〈4〉』（木馬書館, 1999年 ISBN 4943931537）
- 岡留安則・佐高信『100人のバカ』（七つ森書館, 2007年 ISBN 4-8228-0740-1 連載『七人のバカ』の単行本化）
- 西岡研介『スキャンダルを追え！「噂の真相」トップ屋稼業』（講談社, 2001年 ISBN 4062108615）
- 神林広恵『噂の女』（幻冬舎，2005年 ISBN 4344010469）
- 歪・鵠『「非国民」手帳 「噂の真相」匿名コラム「撃」』（情報センター出版局, 2004年 ISBN 4795841829）
- 筒井康隆『笑犬樓よりの眺望』（新潮社，1994年 ISBN 4103145226; 新潮文庫，1996年 ISBN 410117136X 解説・岡留安則）
- 筒井康隆『笑犬樓の逆襲』（新潮社, 2004年 ISBN 4103145277 新潮文庫, 2007年 ISBN 9784101171500 単行本化に際し『狂犬樓の逆襲』を改題。『噂の眞相』連載分以外に、他誌で発表した執筆文も収録）
- 田中康夫『東京ペログリ日記』(幻冬舎, 1995年 ISBN 487728088X ）
- 大槻義彦『大槻教授の反オカルト講座』（ビレッジセンター出版局, 2004年 ISBN 4894361477 解説・岡留安則）
- 永江朗『メディア異人列伝』（晶文社、2005年 ISBN 4794966415）
- 藤木TDC『アダルトメディア・ランダムノート』（ミリオン出版，2004年 ISBN 4813010962 連載「アダルトビデオ構造主義」「新性紀猥物史観」の単行本化）
- 青木理『国策捜査』p.p.156-167（金曜日、2008年5月 ISBN 9784906605408）